# مات تيرني
مات تيرني (بالإنجليزية: Matt Turney)‏ هي راقصة أمريكية، ولدت في 1925، وتوفيت في 2009.